# Spillemyndigheden
55°24′33.4″N 10°22′56.2″Ø / 55.409278°N 10.382278°Ø
Spillemyndigheden er en styrelse under Skatteministeriet på linje med Skatteforvaltningen og Skatteankestyrelsen. Spillemyndigheden er ansvarlig for at sikre et ordentligt og reguleret spilmarked i Danmark, så spillere er beskyttet mod urimeligt og ulovligt spil. Myndigheden deltager endvidere i et internationalt samarbejde med andre spillemyndigheder.
Spillemyndighedens opgaver spænder over en række forskellige fagområder inklusiv:
- Overvågning og kontrol med spilmarkedet
- Administration af og udstedelse af tilladelser til væddemål og onlinekasino, almennyttige lotterier, spilleautomater, landbaserede kasinoer og offentlige pokerturneringer
- Tilsyn med Danske Lotteri Spil A/S og Klasselotteriet A/S
- Ministerbetjening, sagsbehandling og lovfortolkning.
- Kontrol og administrering af ROFUS: Register over frivilligt selvudelukkede spillere
- Blokering og udelukkelse af ulovlige spiludbydere fra udlandet
- Samarbejde med andre internationale myndigheder vedrørende hvidvaskning m.m.

Jan Madsen er nuværende konstitueret direktør for Spillemyndighden efter Morten Niels Jakobsen. Tidligere har Birgitte Sand været direktør for Spillemyndigheden i mange år og har dermed siddet på posten længst.

## Markedsføring af organisationen
Med start d. 8. september 2018 og fire uger frem har Spillemyndigheden tonet from på fjernsynsskærmene i de danske hjem med et reklamefremstød.  Det er en kort video, hvor en kvinde gør opmærksom på myndighedens opgaver i den danske gambling industri. Der er især Spillemyndighedens logo, som der er fokus på. Det er nemlig det logo, som kan findes på alle online kasinoer, som har tilladelse fra organisationen. I reklamen sammenligner deres logo med smiley-ordningen , da Spillemyndighedens logo netop fortæller forbrugeren, at virksomheden (i dette tilfælde et online casino) har licens, og at Spillemyndigheden fører tilsyn med platformen.

## Internationalt samarbejde om gaming og gambling
Sagen startede, da 15 europæiske lande blev enige om, at man ville have bedre regler, når man befandt sig mellem områderne gaming og gambling. Man vil eksempelvis slå hårdt ned på tilfælde, hvor loot boxes og skinbetting bliver brugt i ulovlige sammenhænge - især fordi mange spillere er under 18 år. Spillemyndigheden har udtalt, at de er med i aftalen, da deres ansvar at beskytte forbrugerne - især børn og unge. 

## Ekstern hjemmeside
- Spillemyndighedens hjemmeside